# Calothorax
Calothorax is een geslacht van vogels uit de familie kolibries en de geslachtengroep Mellisugini (bijkolibries). Het geslacht kent twee soorten:
- Calothorax lucifer  – Luciferkolibrie
- Calothorax pulcher  – Prachtkolibrie